# Barón von Lind
Jerry Lind (31 de octubre de 1937 en Duluth, Minnesota) es también conocido como el Barón von Lind. Es hijo del Barón Johann von Lind. Después de dejar las Fuerzas Armadas de los Estados Unidos en 1989, Lind asumió su nombre ancestral de "von Lind".

## Inicios de su carrera
Von Lind comenzó su carrera artística como un joven aprendiz en una empresa editorial haciendo arte gráfico. En los últimos años, trabajaba en los campos de dirección de arte, ilustración revista de arte, pintor de retratos, arte Pin-up para los calendarios y la pintura clásica.

## Trabajo de Celebridades
Von Lind también trabajó en Paramount Studios, donde pintó a estrellas como Yul Brynner, Sophia Loren, Peter O'Toole y Clint Eastwood entre otros. En 1982, se acercó por la Casa Blanca para hacer una pintura del entonces Presidente Ronald Reagan. La pintura ahora se exhibe en el Museo Reagan en Simi Valley, California.

## Museos
Museos que exhiben sus obras incluyen el Proctor Historical Society y el 15th Air Force Museum in Riversid, California. Su pintura titulada "Mission 207" fue dedicada del 14 de mayo a marzo de 2004 para la Base de la Fuerza Aérea. Y ahora se exhiben de forma permanente como parte de la historia del museo en honor a los hombres y las aeronaves de la época de la Segunda Guerra Mundial.

## Honores
En agosto de 2002, 11 sellos oficiales emitidos por la República de Benín en África Occidental con el arte de von Lind.

## Personal
El hermano de von Lind fue muerto en una misión sobre Alemania en 1945 durante su servicio en Italia con la 15.ª Fuerza Aérea.